# بخش نشویل، شهرستان مارتین، مینه‌سوتا
بخش نشویل (به انگلیسی: Nashville Township) یک منطقهٔ مسکونی در ایالات متحده آمریکا است که در شهرستان مارتین، مینه‌سوتا واقع شده‌است. بخش نشویل ۹۴٫۴ کیلومتر مربع مساحت و ۲۳۴ نفر جمعیت دارد و ۳۳۶ متر بالاتر از سطح دریا واقع شده‌است.